# Bosbesbruintje
Het bosbesbruintje (Macaria brunneata, voorheen Itame brunneata en Semiothisa brunneata) is een nachtvlinder uit de familie van de Geometridae, de spanners. Het vlindertje heeft een voorvleugellengte van 11 tot 13 millimeter. De soort overwintert als ei, misschien ook wel als pop.

## Waardplant
De waardplant van het bosbesbruintje is bosbes, maar ook wilg en ratelpopulier.

## Voorkomen
Het bosbesbruintje komt voor over het Palearctisch en Nearctisch gebied. Er zijn zelfs exemplaren boven de poolcirkel waargenomen.

### in Nederland en België
Het bosbesbruintje is in Nederland en België een zeldzame soort. In Nederland wordt de soort vooral gezien op de Utrechtse heuvelrug en de Veluwe. De vliegtijd is van half mei tot in juli.